# Ruhrs voetbalkampioenschap 1907/08
In 1907/08 werd het zesde Ruhrs voetbalkampioenschap gespeeld, dat georganiseerd werd door de West-Duitse voetbalbond.
Duisburger SpV werd kampioen en plaatste zich voor de West-Duitse eindronde. De club versloeg SuS 1896 Schalke met 10:1 en droogde ook Casseler FV 1895 en FC 1894 München-Gladbach af. Door de West-Duitse titel te winnen stootte de club door naar de eindronde om de landstitel. De club versloeg in de eerste ronde Eintracht Braunschweig en werd in de halve finale verslagen door de Stuttgarter Kickers. 

## 1. Klasse
| Plaats | Club                | Wed.           | W              | G              | V              | Saldo          | Ptn.           |
| ------ | ------------------- | -------------- | -------------- | -------------- | -------------- | -------------- | -------------- |
| 1.     | Duisburger SpV      | 6              | 6              | 0              | 0              | 44:5           | 12:0           |
| 2.     | Essener TB 1900     | 6              | 2              | 0              | 4              | 13:18          | 4:8            |
| 3.     | VfvB Ruhrort 1900   | 6              | 2              | 0              | 4              | 6:22           | 4:8            |
| 4.     | Essener SV 1899     | 6              | 2              | 0              | 4              | 7:25           | 4:8            |
| 5.     | SC Preußen Duisburg | Teruggetrokken | Teruggetrokken | Teruggetrokken | Teruggetrokken | Teruggetrokken | Teruggetrokken |

|  | Kampioen |

## 2. Klasse

### Groep A
| Plaats | Club                        | Wed.              | W                 | G                 | V                 | Saldo             | Ptn.              |
| ------ | --------------------------- | ----------------- | ----------------- | ----------------- | ----------------- | ----------------- | ----------------- |
| 1.     | SV Viktoria Duisburg 1893   | 4                 | 4                 | 0                 | 0                 | 27:03             | 08                |
| 2.     | FC Duisburg 1899            | 4                 | 2                 | 0                 | 2                 | 05:13             | 04:04             |
| 3.     | Duisburger SpV 1900 II      | 4                 | 0                 | 0                 | 4                 | 01:17             | 00:08             |
| 4.     | SC Preußen Duisburg 1901 II | Gediskwalificeerd | Gediskwalificeerd | Gediskwalificeerd | Gediskwalificeerd | Gediskwalificeerd | Gediskwalificeerd |
| 5.     | Embrica Duisburg            | Gediskwalificeerd | Gediskwalificeerd | Gediskwalificeerd | Gediskwalificeerd | Gediskwalificeerd | Gediskwalificeerd |
| 6.     | SV Meiderich 1902           | Gediskwalificeerd | Gediskwalificeerd | Gediskwalificeerd | Gediskwalificeerd | Gediskwalificeerd | Gediskwalificeerd |

|  | Geplaatst voor de finale |

### Groep B
| Plaats | Club                    | Wed.              | W                 | G                 | V                 | Saldo             | Ptn.              |  |
| ------ | ----------------------- | ----------------- | ----------------- | ----------------- | ----------------- | ----------------- | ----------------- |  |
| 1.     | Essener SV 1899 II      | 6                 | 3                 | 1                 | 2                 | 14:09             | 07:05             |  |
| 2.     | Essener TB 1900 II      | 6                 | 3                 | 1                 | 2                 | 07:09             | 07:05             |  |
| 3.     | BV Rhenania Essen       | 6                 | 3                 | 0                 | 3                 | 07:08             | 06:06             |  |
| 4.     | SC Preußen Bergeborbeck | 6                 | 2                 | 0                 | 4                 | 09:11             | 04:08             |  |
| 5.     | VfTuV Bottrop 1900      | Gediskwalificeerd | Gediskwalificeerd | Gediskwalificeerd | Gediskwalificeerd | Gediskwalificeerd | Gediskwalificeerd |  |

### Finale
|  |                           |  |                    |  |
|  | SV Viktoria Duisburg 1893 |  | Essener SV 1899 II |  |
|  |                           |  |                    |  |

De uitslag is niet meer bekend, Viktoria Duisburg promoveerde maar dit wil niet zeggen dat de club won daar Essener SV 1899 II als tweede elftal niet kon promoveren. 